# انتقام

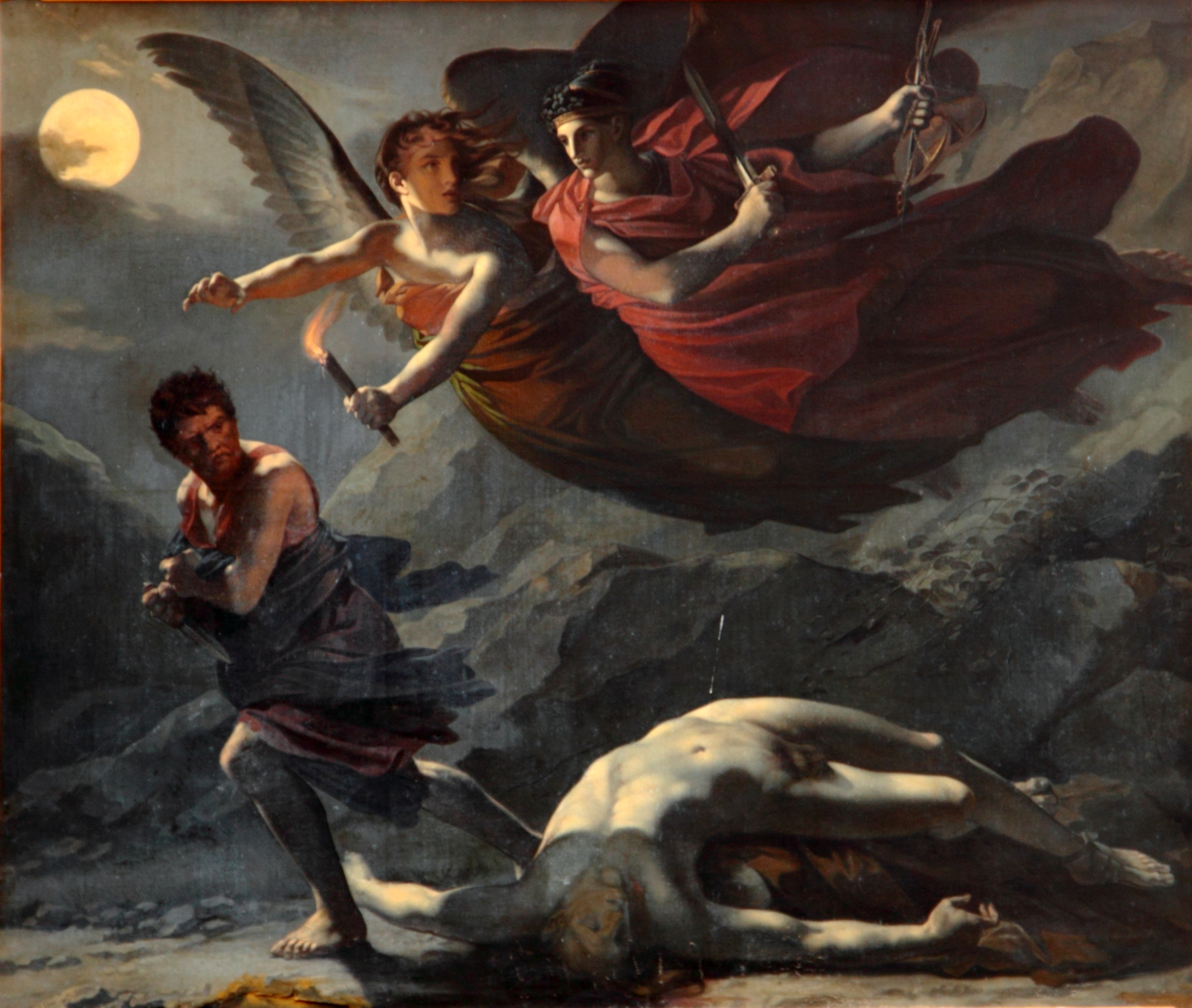
عدالت و انتقام الهی در تعقیب جنایت اثر پیر-پل پرودون c. 1805–۱۸۰۸

انتقام به عنوان انجام یک عمل مضر علیه یک فرد یا گروه در پاسخ به یک آسیب‌دیدگی، چه واقعی و چه ادراکی، تعریف می‌شود. اشکال انتقام‌جویانه عدالت، مانند عدالت ابتدایی یا عدالت سزادهنده، اغلب از اشکال رسمی‌تر و پیشرفته‌تری از عدالت، مانند عدالت توزیعی یا عدالت ترمیمی، متمایز می‌شوند.

## کارکرد در جامعه
روانشناس اجتماعی، ایان مک‌کی، بیان می‌کند که تمایل به حفظ قدرت، رفتار انتقام‌جویانه را به عنوان وسیله‌ای برای مدیریت تأثیر، تحریک می‌کند: «افرادی که بیشتر انتقام‌جو هستند، تمایل دارند افرادی باشند که به وسیله قدرت، مقام و تمایل به وضعیت، انگیزه می‌گیرند. آنها نمی‌خواهند که وجهه خود را از دست بدهند».
رفتار انتقام‌جویانه در اکثر جوامع انسانی در طول تاریخ مشاهده شده است. برخی از جوامع، رفتار انتقام‌جویانه را تشویق می‌کنند که به آن خونخواهی می‌گویند. این جوامع معمولاً اعتبار فردی و گروهی را از اهمیت مرکزی برخوردار می‌دانند. بنابراین، در حین محافظت از شهرت خود، انتقام‌جو احساس می‌کند که وضعیت قبلی بزرگ‌منشی و عدالت را بازمی‌گرداند. طبق گفته مایکل ایگناتیف، «انتقام یک تمایل عمیق اخلاقی برای حفظ ایمان به مردگان است، برای محترم شمردن یاد آنها با به دوش گرفتن موضوع آنها از جایی که آنها رها کردند.» به این ترتیب، شرافت ممکن است به عنوان یک میراث منتقل شود که از نسلی به نسل دیگر می‌رسد. هر زمان که این شرافت به خطر بیفتد شود، ممکن است اعضای خانواده یا جامعه متاثر از آن احساس کنند که مجبورند به تلافی علیه مرتکب عمل بپردازند تا «تعادل شرافت» اولیه را که پیش از آسیب ادراک‌شده وجود داشت، بازگردانند. این چرخه شرافت ممکن است با وارد کردن اعضای خانواده و سپس کل جامعه جدید قربانی، به یک چرخه جدید و بی‌پایان از انتقام گسترش یابد که می‌تواند نسل‌ها را دربرگیرد.